# 木藤隆行
木藤 隆行（きふじ たかゆき、1957年2月7日 - ）は日本の調教助手で、元騎手。東京都出身。

## 来歴
1972年、馬事公苑騎手養成長期課程に第22期生として入所し、1975年3月に騎手免許を取得して中山・境勝太郎厩舎から騎手デビュー。同期には根本康広、加藤和宏、池添兼雄、佐々木晶三、小西一男などがいる。
4年目の1978年に自己最多となる20勝を挙げるが、その後は勝ち星が減少し、乗鞍にも恵まれなかった。
当時の境厩舎には木藤の他に兄弟子として東信二が所属していたが、管理馬はさくらコマースのオーナー・全演植が所有する「サクラ」の馬が大半を占めており、境の娘婿で全が実子のように可愛がっていた小島太 が実質的に境厩舎の主戦騎手を務めていた。これらの要因から、木藤は「境厩舎の3番手騎手」という立場を余儀なくされており、追い切りを行ってもレースには騎乗出来ないという状況にあった。
しかし1984年9月23日の函館3歳ステークスでエルプスに騎乗し、デビュー10年目で重賞初勝利を挙げると、以降は同馬の主戦騎手として鞍上を任され、1985年には桜花賞を制覇し、自身唯一となるGI勝利を果たした。
同年は15勝をマークし、以降3年連続で2桁勝利を挙げたが、1988年以降は再び1桁勝利に成績が落ち込む。
1993年からはフリーに転向するも、同年11月14日の福島第1競走3歳オープンをアセンダントオーでの勝利したのを最後に勝ち星は挙げられず、1995年6月18日の福島第3競走4歳未勝利戦でワイセエルフェに騎乗（16頭立て15番人気16着）したのを最後に現役を引退。通算1752戦155勝・うちGI競走1勝を含む重賞7勝。
引退後は調教助手に転身し、2011年からは根本康広厩舎で活動している。

## 人物・エピソード
同期の加藤や根本とは仲が良く「美浦のひょうきん族」と呼ばれた。なお、最初に所属していた厩舎のあった競馬場は、加藤は木藤と同じく中山競馬場だったが、根本は東京競馬場の厩舎であった。また、木藤が桜花賞を制した1985年は、加藤がシリウスシンボリで日本ダービーを、根本がギャロップダイナで天皇賞・秋を制したことから、馬事公苑騎手養成長期過程22期生の当たり年となった。

### エルプスと木藤
騎手時代の代表的な騎乗馬として、桜花賞を含む重賞5勝をマークしたエルプスが挙げられる。木藤は同馬を「凄い根性の持ち主」と評しており、逃げたときには限界までの粘りを見せた。
人馬共に重賞初勝利となった函館3歳ステークスは急遽出走が決定したものであり、新馬戦で騎乗した津曲忠美と2戦目で騎乗した東信二は共に他馬への騎乗が決まっていた。
当時は開催当日に騎手が競馬場へ移動することが可能だった事もあり、木藤は函館へ移動する為飛行機に搭乗したところ、偶然にも隣席にエルプスの馬主だった小畑安雄が乗っており、「木藤君、今日うちの馬に乗ってくれるんだって？頑張ってね」と激励を受けた。
1985年、桜花賞トライアルの報知杯4歳牝馬特別では逃げ切り勝ちを収めたものの、レースでは4コーナーで借柵の色に驚き手前を急に変えて外側に斜行、他馬の走行を妨害してしまった。これを見た他の騎手は「木藤では桜花賞を勝てない」と管理する久垣久夫の下に営業をかけたが、久垣が小畑に確認をとったところ、「木藤でいってくれ」と続投を要請。これによりコンビ継続が決定し、桜花賞の勝利に繋がった。

## 騎手成績
| 通算成績 | 1着 | 2着 | 3着 | 騎乗数 | 勝率 | 連対率 |
| -------- | --- | --- | --- | ------ | ---- | ------ |
| 平地     | 155 | 147 | 159 | 1752   | .088 | .172   |

|                  | 日付          | 競馬場・開催  | 競走名            | 馬名               | 頭数 | 人気 | 着順 |
| ---------------- | ------------- | ------------- | ----------------- | ------------------ | ---- | ---- | ---- |
| 初騎乗           | 1975年3月1日  | 1回中山3日7R  | 5歳以上500万下    | トーワホープ       | 15頭 | -    | 6着  |
| 初勝利           | 1975年5月11日 | 3回東京7日3R  | 4歳未勝利         | ケイシュウワンダー | -    | 5    | 1着  |
| 重賞・GI級初騎乗 | 1979年4月29日 | 3回京都4日9R  | 天皇賞・春        | ホーワポート       | 21頭 | 16   | 14着 |
| 重賞初勝利       | 1984年9月23日 | 2回函館8日7R  | 函館3歳ステークス | エルプス           | 16頭 | 6    | 1着  |
| GI初勝利         | 1985年4月7日  | 2回阪神6日10R | 桜花賞            | エルプス           | 22頭 | 2    | 1着  |

### 主な騎乗馬
※太字はGIレース
- エルプス（1984年函館3歳ステークス、テレビ東京賞3歳牝馬ステークス、1985年報知杯4歳牝馬特別、桜花賞、京王杯オータムハンデキャップ）
- ガルダンサー（1986年札幌3歳ステークス）
- サクラサエズリ（1989年京成杯3歳ステークス）